# Sử thi

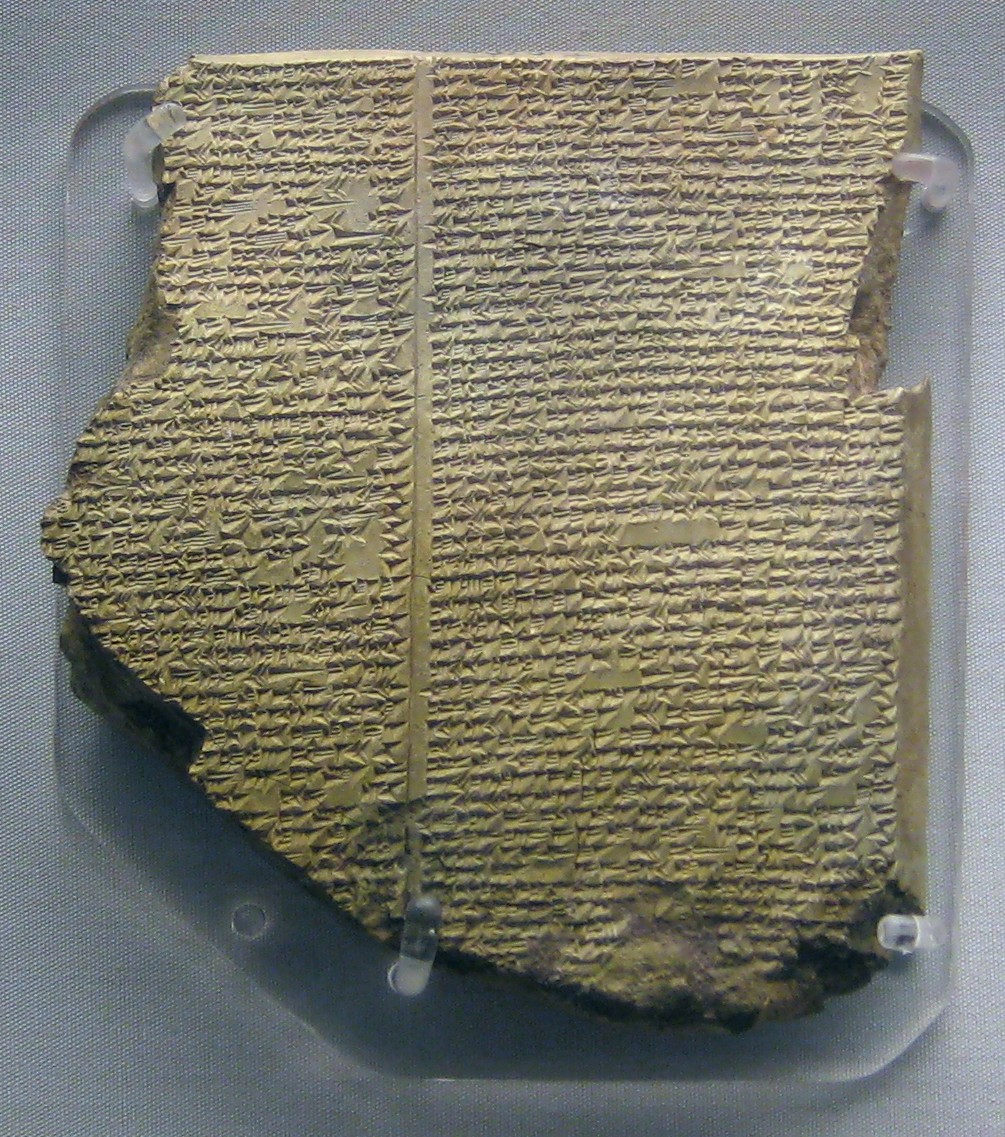
Phiến đất sét Đại hồng thủy từ Sử thi Gilgamesh, lấy từ tàn tích thư viện Ashurbanipal, thế kỉ thứ 7 TCN, hiện đang trưng bày ở Bảo tàng Anh

Sử thi hay trường ca là thuật ngữ văn học dùng để chỉ những tác phẩm theo thể tự sự, có nội dung hàm chứa những bức tranh rộng và hoàn chỉnh về đời sống nhân dân với nhân vật trung tâm là những anh hùng, dũng sĩ đại diện cho một thế giới nào đó.

## Khu biệt khái niệm
Sử thi (thuật ngữ châu Âu: épos, épic) là khái niệm được tiếp nhận từ các nền học thuật chịu ảnh hưởng quan niệm văn học và mỹ học thuộc truyền thống châu Âu dưới hai phạm vi rộng và hẹp: trong nghĩa rộng, thuật ngữ chỉ một thể loại tự sự, một trong ba loại thể văn học phân biệt với kịch và trữ tình. Ở phạm vi hẹp, hiện nay được dùng một cách tương đối phổ biến trong các nền văn học dân tộc nói chung, thuật ngữ chỉ thể loại sử thi anh hùng.

## Đặc điểm
Trong nghĩa hẹp, chuyên biệt và có cách hiểu tương đối phổ quát, sử thi chỉ một hoặc một nhóm thể loại trong tự sự, đó là sử thi anh hùng, tức những thiên tự sự kể về quá khứ anh hùng, là bức tranh rộng và hoàn chỉnh về đời sống nhân dân và về những anh hùng, dũng sĩ, tiêu biểu cho một thế giới sử thi. Sử thi anh hùng tồn tại dưới cả dạng truyền miệng và văn bản thành văn. Phần lớn những bản chép các thiên sử thi anh hùng tiêu biểu đều có ngọn nguồn dân gian và bản thân các đặc điểm của thể loại cũng hình thành ở cấp độ dân gian.
Cái đẹp đặc trưng của sử thi anh hùng được biểu lộ trong tính hài hòa riêng của nó, vốn gắn với các quan hệ xã hội chưa trưởng thành. Điều này được Karl Marx nhấn mạnh khi ông liệt sử thi vào thời đại trước khi bắt đầu có sản xuất nghệ thuật thực thụ, đồng thời cho rằng sử thi ở dạng cổ điển làm thành một thời đại trong lịch sử văn hóa.
Ở sử thi, tác giả chỉ can hệ đến thế giới mà các quan hệ thân tộc ngay trong đời sống hiện thực còn đóng vai trò trung gian, môi giới cho phạm vi riêng tư và phạm vi chính trị; các lợi ích của các hành động khác nhau còn bện chặt vào nhau, sự liên hệ giữa các cuộc đấu tranh toàn dân và các hoạt động cá nhân còn mang tính trực tiếp, khác biệt với tiểu thuyết khi nhà văn buộc phải viện cớ riêng cho sự tham dự của nhân vật vào các xung đột chính trị.
Trường ca cũng thường được dùng để gọi các tác phẩm sử thi cổ đại và trung đại, khuyết danh hoặc có tên tác giả. Các nhà nghiên cứu có các ý kiến khác nhau. Theo Aleksander Nikolayevich Veselovski, chúng được soạn bằng cách xâu chuỗi các bài hát sử thi và truyện kể, hoặc theo A. Hoysler thì nới rộng một hoặc một vài truyền thuyết dân gian. Theo Albert Bates Lord và Milman Parry thì trường ca được soạn bằng cách cải biên các cố truyện cổ xưa trong tiến trình tồn tại của sáng tác dân gian.

## Phân loại
Có nhiều thể loại trường ca: trường ca anh hùng, trường ca giáo huấn, trường ca châm biếm, trường ca có cốt truyện lãng mạn, trường ca mang tính kịch-trữ tình...
Được coi như nhánh chủ đạo của thể loại là những trường ca với đề tài lịch sử toàn dân hoặc lịch sử toàn thế giới như Illiad, Mahābhārata, La Chanson de Roland (Bài ca chàng Roland)... các đề tài tôn giáo như Divina Commedia (Thần khúc) của Dante, Paradise Lost (Thiên đường đã mất) của John Milton, La Gerusalemme liberata (Jerusalem giải phóng) của Torquato Tasso, La Henriade của Voltaire, Der Messias của Friedrich Gottlieb Klopstock, Rossiad của Mikhail Matveyevich Kheraskov...
Một nhánh khác cũng có ảnh hưởng lớn trong lịch sử thể loại là dạng trường ca có cốt truyện lãng mạn, vốn gắn với các truyền thống tiểu thuyết hiệp sĩ trung đại. Có thể kể ra một số tác phẩm tiêu biểu như Vepkhistkaosani (Chàng dũng sĩ khoác áo da hổ) của Shota Rustaveli, Shāhnāma của Firdousi, Orlando furioso (Chàng Orlando cuồng nộ) của Ludovico Ariosto.
Dần dần trong trường ca các đề tài cá nhân, triết lý, đạo đức được đặt lên hàng đầu, các yếu tố kịch trữ tình được tăng cường, các truyền thống folklore được phát hiện và khai thác, tạo nên những trường ca của thời đại tiền lãng mạn như các trường ca của James Macpherson, Walter Scott
Giai đoạn phát triển rực rỡ nhất của trường ca là thời đại của chủ nghĩa lãng mạn với sự chú trọng đặc biệt đến thể loại của nhiều nhà thơ khắp thế giới, các tác phẩm chiếm vị trí đỉnh cao của thời này thường có tính triết lý xã hội hoặc tượng trưng triết lý, như Kỵ sĩ đồng (Медный всадник) của Aleksandr Sergeyevich Pushkin, Con quỷ của Mikhail Yuryevich Lermontov, Deutschland. Ein Wintermärchen (Nước Đức) của Heinrich Heine...
Nửa sau thế kỷ 19, lúc thể loại đang suy thoái, vẫn xuất hiện một số trường ca lãng mạn xuất sắc như The Song of Hiawatha (Bài ca về Hiawatha) của Henry Wadsworth Longfellow, đồng thời có sự xuất hiện của những trường ca theo xu hướng hiện thực như Thần băng giá mũi đỏ (Mороз, Красный нос) và Ai được sống sung sướng ở Nga (Кому на Руси жить хорошо) của Nikolay Alexeyevich Nekrasov.

## Thể loại

### Sử thi thần thoại

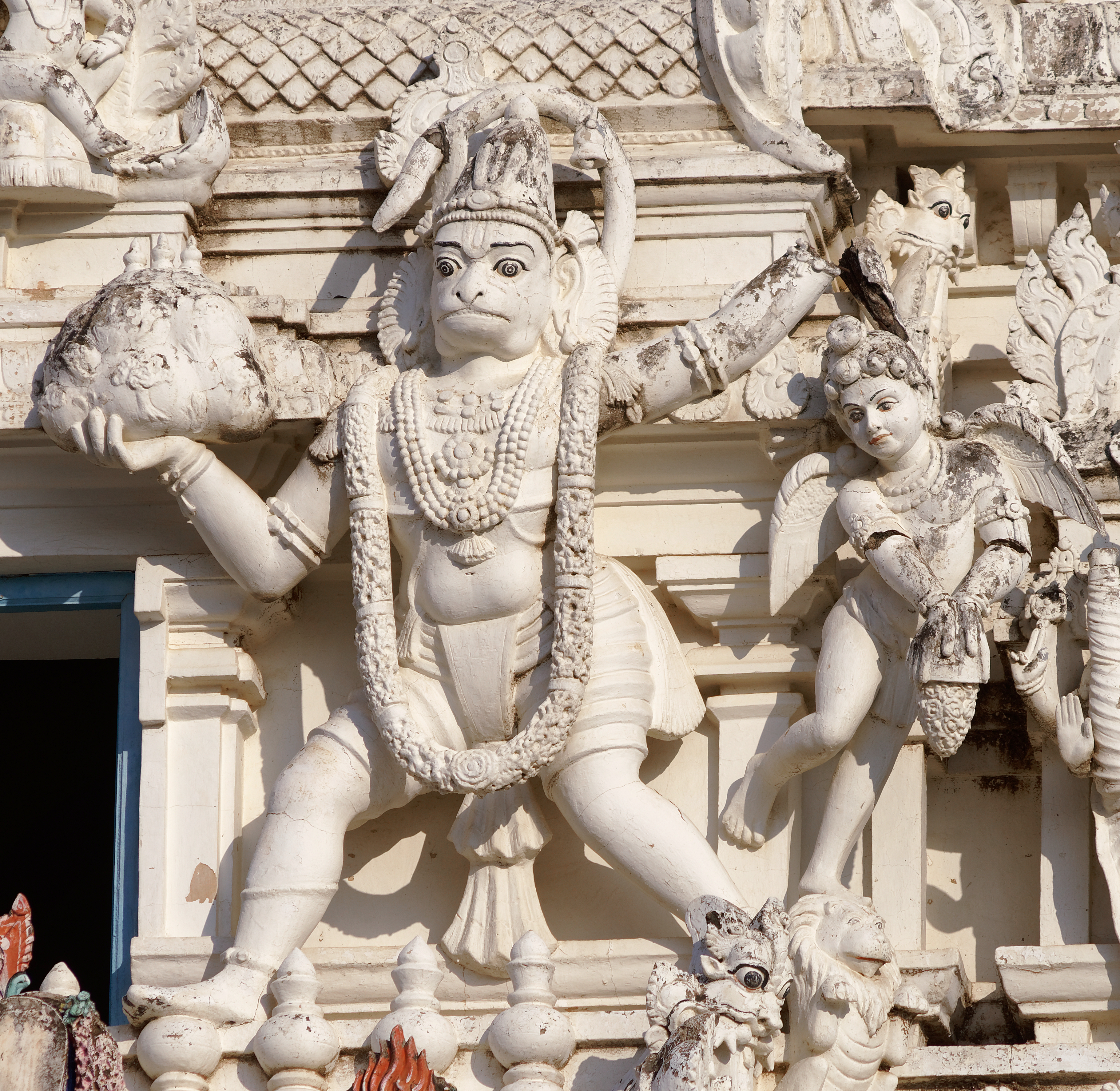
Tượng Hanuman, là một nhân vật dạng khỉ trong thần thoại Hindu được kể lại trong sử thi Ramayana

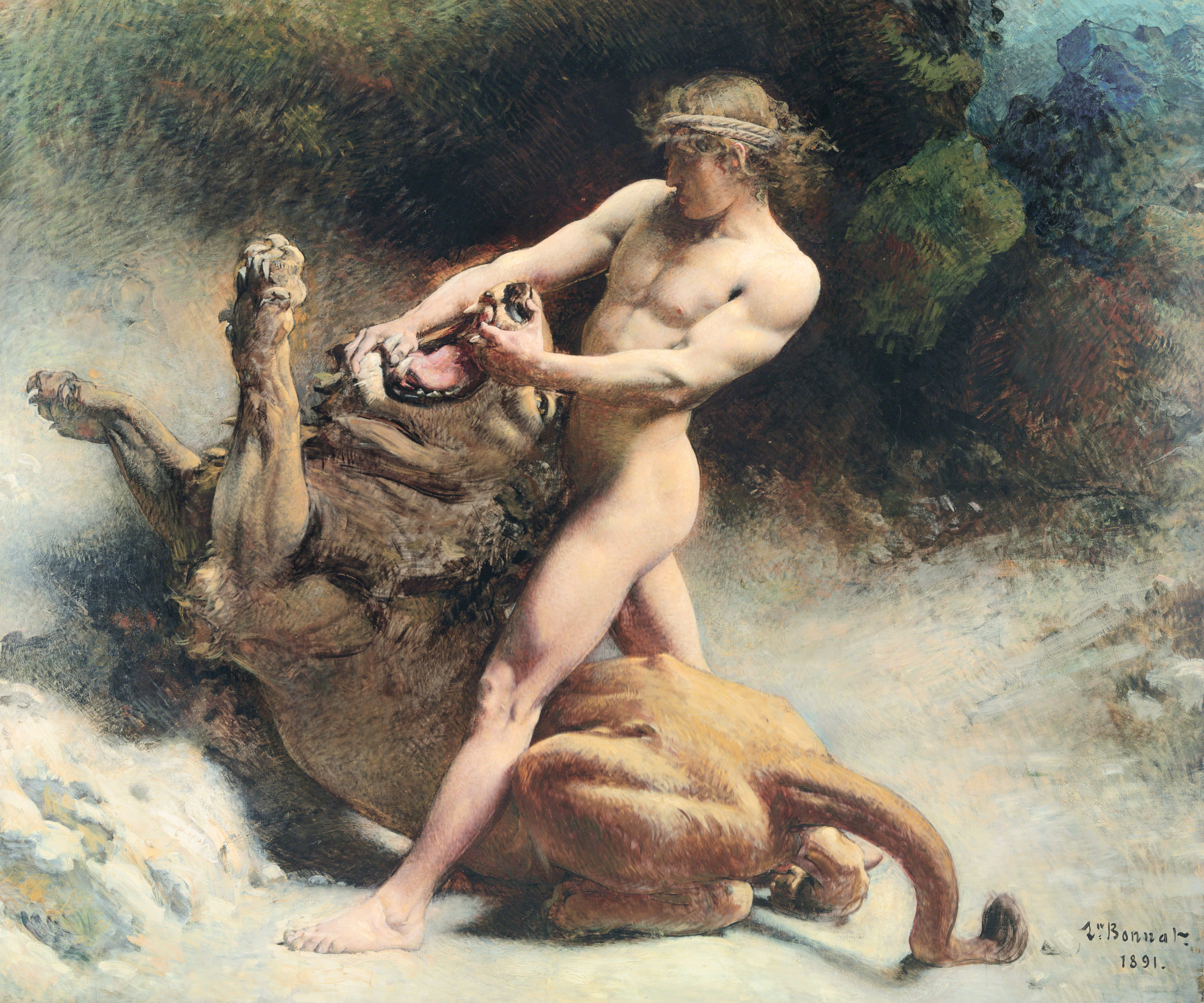
Nhân vật Samson được đề cập đến trong Kinh thánh Hebrew, đây là người mạnh nhất từng được mô tả trong Kinh thánh. Tranh vẽ của Léon Joseph Florentino Bonnat, thề kỷ 19

Sử thi anh hùng dân gian nảy sinh trên cơ sở truyền thống các sử thi thần thoại kể về những bậc thủy tổ - những anh hùng văn hóa, về các tích truyện dũng sĩ; xa xưa hơn nữa là các truyền thuyết lịch sử, các bài tụng ca. Nảy sinh vào thời đại tan rã của chế độ công hữu nguyên thủy và phát triển trong xã hội cổ đại, phong kiến, nơi còn bảo lưu từng phần các quan hệ gia trưởng, sử thi anh hùng ảnh hưởng của các quan hệ và quan niệm ấy, đã miêu tả về quan hệ xã hội như quan hệ dòng máu, tông tộc với tất cả các chuẩn mực luật lệ, tập tục.
Ở dạng cổ xưa nhất của sử thi, tính anh hùng còn hiện diện trong vỏ bọc thần thoại hoang đường (các dũng sĩ không chỉ có sức mạnh chiến đấu mà còn có năng lực siêu nhiên, ma thuật, kẻ địch thì luôn hiện diện dưới dạng quái vật giả tưởng). Những đề tài chính được sử thi cổ xưa miêu tả: chiến đấu chống quái vật (cứu người đẹp và dân làng), người anh hùng đi hỏi vợ, sự trả thù của dòng họ.

### Sử thi cổ điển
Các dạng cổ điển của sử thi có nhân vật thường là các dũng sĩ kiêm thủ lĩnh và các chiến binh đại diện dân tộc ở tầm lịch sử; các kẻ thù của họ thường được đồng nhất với bọn xâm lược, những kẻ áp bức, ngoại bang và dị giáo (như người Turk, người Tartar với sử thi Slavơ). Thời gian sử thi ở đây khác với sử thi dân gian, không còn là thời đại sáng chế các thần thoại, mà là quá khứ vinh quang trong buổi bình minh của lịch sử dân tộc. Được ca ngợi trong các dạng sử thi cổ điển là các nhân vật và biến cố lịch sử (hoặc ngụy lịch sử), mặc dù bản thân sự miêu tả các chất liệu lịch sử bị phụ thuộc vào sơ đồ cốt truyện truyền thống, đôi khi còn sử dụng cả mô hình nghi lễ thần thoại. Các nền sử thi thường là các cuộc đấu tranh của hai bộ lạc hoặc bộ tộc, sắc tộc ít nhiều tương ứng với sự thật lịch sử (như cuộc chiến Troia trong Iliad, việc tranh đoạt Sampo trong Kalevala). Quyền lực được tập trung trong các nhân vật trung tâm có hành động tích cực là các ông vua của thế giới sử thi (như Karl Đại Đế trong bản Anh hùng ca Roland), hay các dũng sĩ. Các nhân vật nổi loạn, cách mạng xung đột với quyền lực (Akhillos trong Iliad, Đăm San trong khan Êđê, Robin Hud trong thiên ballade của Anh, các nhân vật trong Thủy hử ở Trung Hoa) xuất hiện ít ỏi trong giai đoạn tan rã hình thức cổ điển của sử thi anh hùng.

### Sử thi anh hùng
Những anh hùng ca, với tư cách là các tác phẩm sử thi anh hùng cỡ lớn, thể hiện sự tương quan giữa yếu tố cá nhân anh hùng và yếu tố sử thi tập thể rõ rệt, đủ để bộc lộ tính tích cực cá nhân, đã trở thành công cụ đắc lực cho sự biểu hiện yếu tố toàn dân, và dân tộc. Trường ca sử thi "về thực chất có liên quan đến thời trung đại, khi dân chúng tỉnh dậy từ giấc ngủ nặng nề, nhưng tinh thần thì đã cứng cáp đến mức tạo được thế giới riêng của mình và tự cảm thấy mình gắn bó máu thịt với thế giới ấy... Khi bản thân cái cá nhân được giải phóng khỏi khối vẹn toàn dân tộc khởi thủy với trạng thái chung, lối nghĩ lối cảm chung, hoạt động và số phận chung, thì thay cho thơ ca sử thi những cái sẽ phát triển chín muồi hơn cả một mặt là thơ và mặt khác là kịch" (Hegel).

## Tác phẩm
Sử thi anh hùng còn lại trong văn học nhân loại dưới dạng các thiên anh hùng ca cỡ lớn, được ghi chép thành sách như Iliad, Odyssey của Hy Lạp cổ đại, Mahabharata, Ramayana của Ấn Độ cổ đại; dưới dạng truyền miệng như Sử thi Gilgamesh, Dzangar, Alphamysh, Manas, Đăm Săn, Đẻ đất đẻ nước; hoặc các bài ca sử thi ngắn (bulina của Nga, junas của Nam Tư) được xâu chuỗi phần nào thành liên hoàn. Thường thấy các tác phẩm dưới dạng bài ca và lời thơ hòa lẫn vào nhau, hiếm khi thấy tác phẩm dạng văn xuôi.

## Xu hướng đương đại
Sang thế kỷ 20 và những năm đầu của thế kỷ 21, trường ca thường phát triển theo hướng trữ tình, tâm lý, triết lý; các xúc cảm riêng tư đặt trong liên hệ với những chấn động lịch sử, trong khi đó yếu tố cốt truyện được giảm xuống thậm chí tương đối mờ nhòe. Điển hình cho loại thể là các trường ca Đám mây mặc quần (Облако в штанах) của Vladimir Vladimirovich Mayakovsky, Hội ngộ lần đầu của Andrei Belyi, Đầu tường và Trong bão của Robert Frost, Những vật chuẩn của Saint-John Perse... Dù không thể trở lại thời hoàng kim như những năm đầu thế kỷ 19, nhưng trường ca, với tư cách một thể loại tổng hợp, trữ tình-tự sự, hoành tráng, cho phép kết hợp những chấn động lớn, những xúc cảm trầm sâu và những quan niệm về lịch sử, vẫn chiếm được vị trí nhất định trong thi ca thế giới, là thể loại mà bất cứ nhà thơ lớn nào cũng đều muốn thử sức.

## Thông tin thêm
Thể loại thơ Choka (hay Nagauta, trường ca) của Nhật thịnh hành thời tiền Heian chỉ những bài thơ dài xét về số lượng câu, nhưng không hoàn toàn là trường ca theo cách hiểu hiện nay.